# 卡萨布兰卡 (巴西)
卡萨布兰卡（葡萄牙語：Casa Branca）是巴西圣保罗州的一个市镇。总面积865.544平方公里，总人口28190人，人口密度32.6人/平方公里。